# 루스 채터턴
루스 채터턴(영어: Ruth Chatterton, 1892년 12월 24일 ~ 1961년 11월 24일)은 미국의 연극 배우, 영화배우, 텔레비전 배우, 소설가, 작가, 비행사이다. 뉴욕에서 태어났으며 노워크에서 사망하였다. 사인은 뇌졸중이다.

## 영화
- 공작 부인 (1936년)
- 파라마운트 온 퍼레이드 (1930년)
- 사라와 아들 (1930년)
- 마담 X (1929년)